# Affaire Anne Pasquiou
L'affaire Anne Pasquiou est une affaire judiciaire française, concernant le meurtre de Pierre, un enfant autiste, par sa mère filicide Anne Pasquiou, qui l'a noyé. Les faits se produisent le 28 décembre 1998, quand la mère et son fils quittent leur maison de vacances à Lanvellec et se rendent sur la jetée de Locquéméau, en Bretagne.
Le procès est marqué par une extrême solidarité autour de la mère filicide. Anne Pasquiou est reconnue coupable, puis condamnée en mars 2001 à une peine de principe de 3 ans de prison avec sursis.

## Chronologie des faits
Le meurtre se produit le 28 décembre 1998 dans une maison de vacances familiale située à Lanvellec, dans les Côtes-d'Armor. 
Avant le lever du jour, Pierre Pasquiou, enfant autiste de 10 ans, prend la main de sa mère et l'entraîne vers la porte. Elle l'emmène dans sa voiture jusqu'à la jetée de Locquéméau et le pousse dans les vagues froides, alors qu'il ne sait pas nager. Ensuite, « sans se retourner », elle rejoint sa voiture et se rend jusqu'au café du port pour appeler la gendarmerie, et y reste jusqu'à ce que des gendarmes arrivent, et qu'elle leur avoue « Je n'en pouvais plus, j'ai noyé mon fils »,. Elle a en effet prévenu elle-même les secours très rapidement après son meurtre.

## Profil de la meurtrière et de l'enfant victime
Anne Pasquiou est titulaire d'une maîtrise en histoire de l'art, et a arrêté son emploi pour s'occuper de son fils autiste. Elle a été marquée par le décès de son frère, qui souffrait de schizophrénie. Sa tante témoigne qu'elle a peu à peu « perdu toute joie de vivre » en réalisant qu'il ne progressait pas. Elle déclare que Pierre était un enfant « très beau », et qu'elle « l'aimait ». Au moment du meurtre, elle apparaît « épuisée ». Le soir de Noël 1998, elle demande à son mari s'il lui pardonnerait si elle tuait Pierre. Elle se déclare elle-même étonnée d'avoir pu le tuer. 
Pierre est un enfant autiste né le 20 octobre 1988, qui a été diagnostiqué à l'âge de quatre ans et exclu de l'école en raison de son « angoisse » et de sa « violence ». En 1993, il est placé à l'hôpital de jour Marguerite-Fontaneille où il reste durant cinq ans, quatre jours et demi par semaine. Il en est également exclu. Durant l'été 1998, il est admis à l'hôpital de jour de Fontenay-aux-Roses pour dix heures par semaine. 
Sa mère le décrit comme très violent ; d'après elle, il « ne tient pas plus de cinq minutes sans casser un verre, jeter une assiette au mur, recracher sa nourriture, arracher la prise de courant pour se la mettre à la bouche, se déshabiller, uriner sur quelqu'un ou le mordre ». Il suit aussi des rituels de marche à pied qui durent plusieurs heures par jour, que sa mère décrit comme « un rituel maniaque, sa seule façon d'évacuer son angoisse ». 
Anne Pasquiou déclare que son fils avait un âge mental « de 11 mois à 13 mois pour la communication ».

## Procès

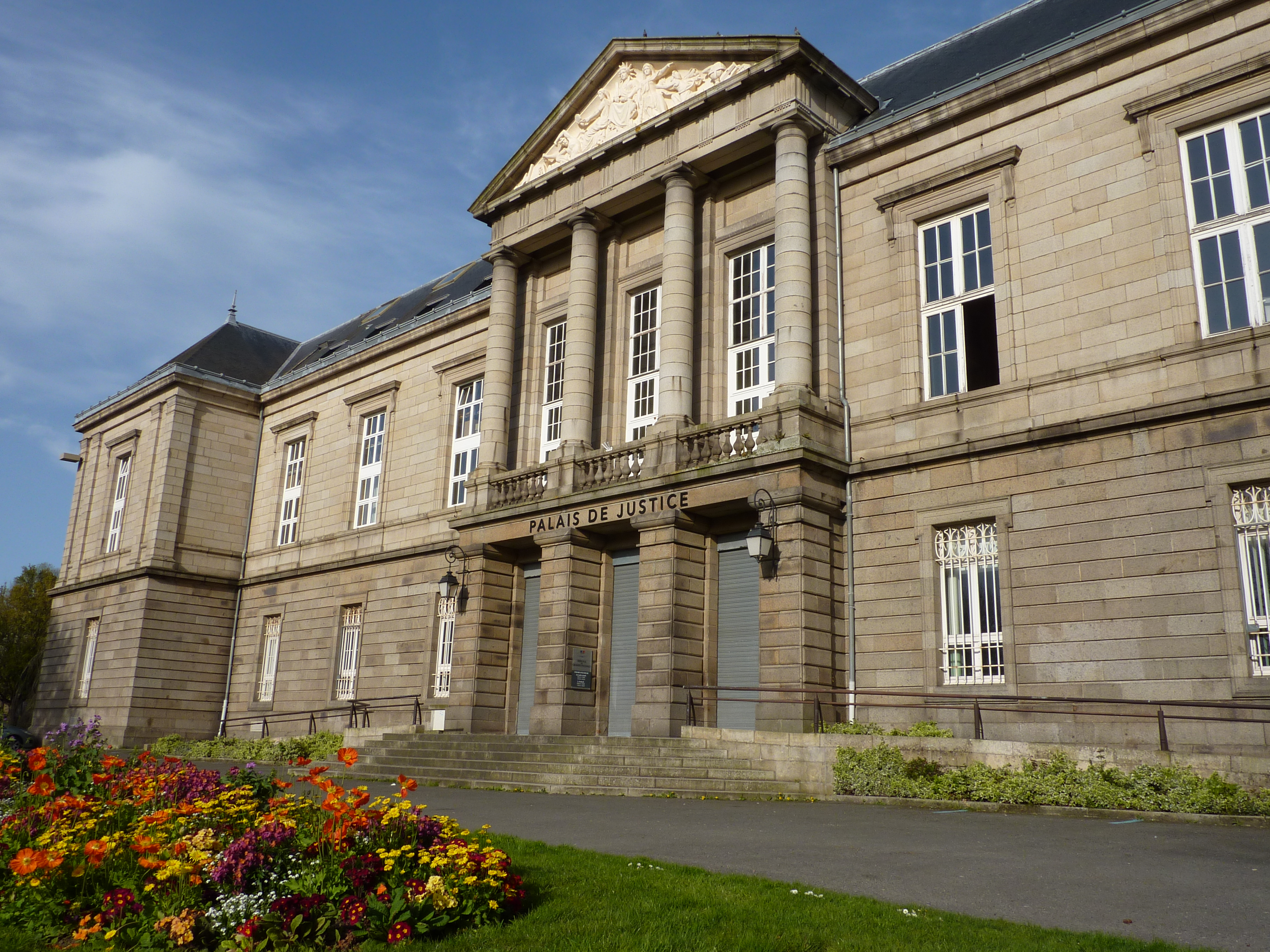
Tribunal de Saint-Brieuc.

Anne Pasquiou est jugée par la cour d'assises des Côtes-d'Armor, à Saint-Brieuc, pour assassinat,. Son procès est marqué par une extrême solidarité autour d'elle, la préméditation n'étant finalement pas retenue. Personne ne se porte partie civile pour défendre Pierre. Dès l'ouverture du procès, le jeudi 1er mars 2001 dans l'après-midi, elle fait une déposition « poignante » et déclare à la fin qu'elle « aimait beaucoup Pierre ».
Lors du procès, à la barre, son mari Olivier lui dit qu'il l'a pardonnée d'avoir tué leur enfant. Anne Pasquiou est invariablement présentée comme une « mère exemplaire », voire « héroïque », par les témoins et par le médecin psychiatre appelés à la barre. Le Dr Catherine Milcent, également mère d'un enfant autiste, psychiatre-psychanalyste et témoin lors du procès, déclare qu'« on n'a pas le droit de juger un geste comme ça [...] Tous les parents auraient pu le faire ».
La mère d'Anne Pasquiou déclare que son fils Pierre l'a « détruite » et qu'il était devenu « insupportable pour son environnement ». L'avocat de l'accusée décrit un enfant qui « se frappait, se mordait, se mettait nu, escaladait le toit ».
Le procureur Michel Belin déclare que « la justice se sent très mal à l'aise » face à une affaire de ce type, la cour d'assises n'étant pas habilitée à faire le procès de la société française. L'avocat général décrit une mère « guidée par l'amour »,, mais le magistrat ajoute que « L'idée que la mort serait préférable à la vie pour certains handicapés établirait une discrimination terrible. [...] On ne peut encourager l'instauration d'un eugénisme subtil, qui s'installerait en douceur, pour raisons psychologiques »,.

## Condamnation
Le jury, composé de six femmes et trois hommes, délibère pendant un peu plus d'une heure. Le 2 mars 2001, une « peine de principe » est prononcée contre Anne Pasquiou, soit trois ans de prison avec sursis,. Ce verdict est extrêmement compassionnel et clément, car elle encourait une peine maximale de 30 ans de prison,.
Le président de la cour d'assises Jean-Luc Buckel réconforte aussitôt la condamnée en lui déclarant que « Vous ne pourrez vous reconstruire que le jour où vous vous pardonnerez à vous-même. Vous vous devez de vivre pour vos deux autres enfants et votre mari »,,.

## Suites et analyses
Pierre est enterré à Pornic, au bord de la mer.
En 2010, le média Le Parisien intègre l'affaire Anne Pasquiou à une liste de jugements d'infanticides cléments, dont le point commun est qu'ils concernent tous des enfants handicapés. Le média La Croix cite en 2022 cette affaire comme représentative des jugements d'auticides en France, les peines prononcées étant généralement du sursis.
Ré-analysant cette affaire en 2018 parmi d'autres meurtres d'enfants handicapés, le psychanalyste Jean-Pierre Durif-Varembont réfute que le meurtre d'Anne Pasquiou soit un « geste d'amour », et l'analyse plutôt comme une manifestation de haine contre l'enfant handicapé : « La première impression qui ressort est la compréhension compassionnelle d’une partie de la presse et l’indulgence de la justice. À lire la presse de l’époque, on ne sait plus qui est la victime et qui est l’auteur. Dans une inversion constante des places, la mère meurtrière devient plus une victime de la souffrance que lui inflige l’autisme de son enfant que l’auteur d’une transgression de l’interdit d’attenter à la vie d’autrui ». Il estime qu' « absoudre ou excuser le crime serait une façon de nier l’existence même de ces enfants ».